# Danh sách tiểu hành tinh: 27301–27400
| Tên                 | Tên đầu tiên | Ngày phát hiện      | Nơi phát hiện                      | Người phát hiện          |
| ------------------- | ------------ | ------------------- | ---------------------------------- | ------------------------ |
| 27301 Joeingalls    | 2000 AT168   | 6 tháng 1 năm 2000  | Socorro                            | LINEAR                   |
| 27302 Jeankobis     | 2000 AA171   | 7 tháng 1 năm 2000  | Socorro                            | LINEAR                   |
| 27303 Leitner       | 2000 AT180   | 7 tháng 1 năm 2000  | Socorro                            | LINEAR                   |
| 27304 -             | 2000 AS196   | 8 tháng 1 năm 2000  | Socorro                            | LINEAR                   |
| 27305 -             | 2000 AJ203   | 10 tháng 1 năm 2000 | Socorro                            | LINEAR                   |
| 27306 -             | 2000 AV203   | 10 tháng 1 năm 2000 | Socorro                            | LINEAR                   |
| 27307 -             | 2000 AC220   | 8 tháng 1 năm 2000  | Kitt Peak                          | Spacewatch               |
| 27308 -             | 2000 AW229   | 3 tháng 1 năm 2000  | Socorro                            | LINEAR                   |
| 27309 Serenamccalla | 2000 AC233   | 4 tháng 1 năm 2000  | Socorro                            | LINEAR                   |
| 27310 -             | 2000 AD237   | 5 tháng 1 năm 2000  | Socorro                            | LINEAR                   |
| 27311 -             | 2000 AO237   | 5 tháng 1 năm 2000  | Anderson Mesa                      | LONEOS                   |
| 27312 -             | 2000 AD240   | 6 tháng 1 năm 2000  | Anderson Mesa                      | LONEOS                   |
| 27313 -             | 2000 AT243   | 7 tháng 1 năm 2000  | Socorro                            | LINEAR                   |
| 27314 Janemcdonald  | 2000 AG247   | 2 tháng 1 năm 2000  | Socorro                            | LINEAR                   |
| 27315 -             | 2000 BC      | 16 tháng 1 năm 2000 | Đài thiên văn Zvjezdarnica Višnjan | K. Korlević              |
| 27316 -             | 2000 BS3     | 27 tháng 1 năm 2000 | Oizumi                             | T. Kobayashi             |
| 27317 -             | 2000 BU3     | 27 tháng 1 năm 2000 | Oizumi                             | T. Kobayashi             |
| 27318 -             | 2000 BS9     | 26 tháng 1 năm 2000 | Kitt Peak                          | Spacewatch               |
| 27319 -             | 2000 BV10    | 28 tháng 1 năm 2000 | Kitt Peak                          | Spacewatch               |
| 27320 -             | 2000 BF23    | 30 tháng 1 năm 2000 | Catalina                           | CSS                      |
| 27321 -             | 2000 CR2     | 4 tháng 2 năm 2000  | Oizumi                             | T. Kobayashi             |
| 27322 -             | 2000 CW24    | 2 tháng 2 năm 2000  | Socorro                            | LINEAR                   |
| 27323 Julianewman   | 2000 CG25    | 2 tháng 2 năm 2000  | Socorro                            | LINEAR                   |
| 27324 -             | 2000 CN25    | 2 tháng 2 năm 2000  | Socorro                            | LINEAR                   |
| 27325 -             | 2000 CB36    | 2 tháng 2 năm 2000  | Socorro                            | LINEAR                   |
| 27326 Jimobrien     | 2000 CC37    | 2 tháng 2 năm 2000  | Socorro                            | LINEAR                   |
| 27327 Lindaplante   | 2000 CW37    | 3 tháng 2 năm 2000  | Socorro                            | LINEAR                   |
| 27328 Pohlonski     | 2000 CW45    | 2 tháng 2 năm 2000  | Socorro                            | LINEAR                   |
| 27329 -             | 2000 CA52    | 2 tháng 2 năm 2000  | Socorro                            | LINEAR                   |
| 27330 Markporter    | 2000 CY52    | 2 tháng 2 năm 2000  | Socorro                            | LINEAR                   |
| 27331 -             | 2000 CE58    | 5 tháng 2 năm 2000  | Socorro                            | LINEAR                   |
| 27332 Happritchard  | 2000 CE63    | 2 tháng 2 năm 2000  | Socorro                            | LINEAR                   |
| 27333 -             | 2000 CX85    | 4 tháng 2 năm 2000  | Socorro                            | LINEAR                   |
| 27334 -             | 2000 CN87    | 4 tháng 2 năm 2000  | Socorro                            | LINEAR                   |
| 27335 -             | 2000 CL88    | 4 tháng 2 năm 2000  | Socorro                            | LINEAR                   |
| 27336 Mikequinn     | 2000 CZ88    | 4 tháng 2 năm 2000  | Socorro                            | LINEAR                   |
| 27337 -             | 2000 CR90    | 6 tháng 2 năm 2000  | Socorro                            | LINEAR                   |
| 27338 Malaraghavan  | 2000 CD93    | 6 tháng 2 năm 2000  | Socorro                            | LINEAR                   |
| 27339 -             | 2000 CZ94    | 8 tháng 2 năm 2000  | Socorro                            | LINEAR                   |
| 27340 -             | 2000 CH97    | 12 tháng 2 năm 2000 | Oaxaca                             | J. M. Roe                |
| 27341 Fabiomuzzi    | 2000 CK97    | 10 tháng 2 năm 2000 | Bologna                            | Osservatorio San Vittore |
| 27342 Joescanio     | 2000 CB102   | 2 tháng 2 năm 2000  | Socorro                            | LINEAR                   |
| 27343 Deannashea    | 2000 CT102   | 2 tháng 2 năm 2000  | Socorro                            | LINEAR                   |
| 27344 Vesevlada     | 2000 DM2     | 26 tháng 2 năm 2000 | Ondřejov                           | L. Šarounová             |
| 27345 -             | 2000 DC8     | 28 tháng 2 năm 2000 | Kitt Peak                          | Spacewatch               |
| 27346 -             | 2000 DN8     | 27 tháng 2 năm 2000 | Socorro                            | LINEAR                   |
| 27347 -             | 2000 DN14    | 25 tháng 2 năm 2000 | Catalina                           | CSS                      |
| 27348 -             | 2000 DX14    | 26 tháng 2 năm 2000 | Catalina                           | CSS                      |
| 27349 -             | 2000 DS15    | 26 tháng 2 năm 2000 | Catalina                           | CSS                      |
| 27350 -             | 2000 DA47    | 29 tháng 2 năm 2000 | Socorro                            | LINEAR                   |
| 27351 -             | 2000 DO73    | 29 tháng 2 năm 2000 | Socorro                            | LINEAR                   |
| 27352 -             | 2000 DL74    | 29 tháng 2 năm 2000 | Socorro                            | LINEAR                   |
| 27353 Chrisspenner  | 2000 DY74    | 29 tháng 2 năm 2000 | Socorro                            | LINEAR                   |
| 27354 Stiklaitis    | 2000 DG75    | 29 tháng 2 năm 2000 | Socorro                            | LINEAR                   |
| 27355 -             | 2000 DB79    | 29 tháng 2 năm 2000 | Socorro                            | LINEAR                   |
| 27356 Mattstrom     | 2000 DK88    | 29 tháng 2 năm 2000 | Socorro                            | LINEAR                   |
| 27357 -             | 2000 DG99    | 29 tháng 2 năm 2000 | Socorro                            | LINEAR                   |
| 27358 -             | 2000 DX104   | 29 tháng 2 năm 2000 | Socorro                            | LINEAR                   |
| 27359 -             | 2000 DT106   | 29 tháng 2 năm 2000 | Socorro                            | LINEAR                   |
| 27360 -             | 2000 DH107   | 29 tháng 2 năm 2000 | Socorro                            | LINEAR                   |
| 27361 -             | 2000 DJ112   | 29 tháng 2 năm 2000 | Socorro                            | LINEAR                   |
| 27362 -             | 2000 EO      | 2 tháng 3 năm 2000  | Lake Tekapo                        | N. Brady                 |
| 27363 -             | 2000 EX3     | 1 tháng 3 năm 2000  | Catalina                           | CSS                      |
| 27364 -             | 2000 EJ14    | 3 tháng 3 năm 2000  | San Marcello                       | A. Boattini, G. Forti    |
| 27365 -             | 2000 EE21    | 3 tháng 3 năm 2000  | Catalina                           | CSS                      |
| 27366 -             | 2000 EF29    | 4 tháng 3 năm 2000  | Socorro                            | LINEAR                   |
| 27367 -             | 2000 ER35    | 8 tháng 3 năm 2000  | Socorro                            | LINEAR                   |
| 27368 Raytesar      | 2000 EW36    | 8 tháng 3 năm 2000  | Socorro                            | LINEAR                   |
| 27369 -             | 2000 EJ40    | 8 tháng 3 năm 2000  | Socorro                            | LINEAR                   |
| 27370 -             | 2000 EM40    | 8 tháng 3 năm 2000  | Socorro                            | LINEAR                   |
| 27371 -             | 2000 ER40    | 8 tháng 3 năm 2000  | Socorro                            | LINEAR                   |
| 27372 Ujifusa       | 2000 EW42    | 8 tháng 3 năm 2000  | Socorro                            | LINEAR                   |
| 27373 Davidvernon   | 2000 EM47    | 9 tháng 3 năm 2000  | Socorro                            | LINEAR                   |
| 27374 Yim           | 2000 ER47    | 9 tháng 3 năm 2000  | Socorro                            | LINEAR                   |
| 27375 -             | 2000 ER49    | 9 tháng 3 năm 2000  | Socorro                            | LINEAR                   |
| 27376 -             | 2000 EB50    | 7 tháng 3 năm 2000  | Đài thiên văn Zvjezdarnica Višnjan | K. Korlević              |
| 27377 -             | 2000 EY54    | 10 tháng 3 năm 2000 | Kitt Peak                          | Spacewatch               |
| 27378 -             | 2000 EG55    | 10 tháng 3 năm 2000 | Kitt Peak                          | Spacewatch               |
| 27379 -             | 2000 EM58    | 8 tháng 3 năm 2000  | Socorro                            | LINEAR                   |
| 27380 -             | 2000 EL61    | 10 tháng 3 năm 2000 | Socorro                            | LINEAR                   |
| 27381 -             | 2000 ES64    | 10 tháng 3 năm 2000 | Socorro                            | LINEAR                   |
| 27382 -             | 2000 EF65    | 10 tháng 3 năm 2000 | Socorro                            | LINEAR                   |
| 27383 -             | 2000 ES79    | 5 tháng 3 năm 2000  | Socorro                            | LINEAR                   |
| 27384 -             | 2000 ET81    | 5 tháng 3 năm 2000  | Socorro                            | LINEAR                   |
| 27385 -             | 2000 EC83    | 5 tháng 3 năm 2000  | Socorro                            | LINEAR                   |
| 27386 -             | 2000 EO85    | 8 tháng 3 năm 2000  | Socorro                            | LINEAR                   |
| 27387 -             | 2000 ES85    | 8 tháng 3 năm 2000  | Socorro                            | LINEAR                   |
| 27388 -             | 2000 ET86    | 8 tháng 3 năm 2000  | Socorro                            | LINEAR                   |
| 27389 -             | 2000 EY86    | 8 tháng 3 năm 2000  | Socorro                            | LINEAR                   |
| 27390 -             | 2000 EC87    | 8 tháng 3 năm 2000  | Socorro                            | LINEAR                   |
| 27391 -             | 2000 EU90    | 9 tháng 3 năm 2000  | Socorro                            | LINEAR                   |
| 27392 -             | 2000 EW90    | 9 tháng 3 năm 2000  | Socorro                            | LINEAR                   |
| 27393 -             | 2000 EL91    | 9 tháng 3 năm 2000  | Socorro                            | LINEAR                   |
| 27394 -             | 2000 EW91    | 9 tháng 3 năm 2000  | Socorro                            | LINEAR                   |
| 27395 -             | 2000 EX94    | 9 tháng 3 năm 2000  | Socorro                            | LINEAR                   |
| 27396 Shuji         | 2000 EE101   | 13 tháng 3 năm 2000 | Kuma Kogen                         | A. Nakamura              |
| 27397 -             | 2000 EZ103   | 14 tháng 3 năm 2000 | Socorro                            | LINEAR                   |
| 27398 -             | 2000 EN104   | 15 tháng 3 năm 2000 | Socorro                            | LINEAR                   |
| 27399 -             | 2000 EC106   | 11 tháng 3 năm 2000 | Anderson Mesa                      | LONEOS                   |
| 27400 -             | 2000 EE106   | 11 tháng 3 năm 2000 | Anderson Mesa                      | LONEOS                   |